# Савчук Станіслав Іванович
Станісла́в Іва́нович Савчу́к (нар. 30 червня 1963, Київ) — український диригент; заслужений діяч мистецтв України з 1995 року.

## Життєпис
Народився 30 червня 1963 року в місті Києві (нині Україна). 1984 року закінчив Львівську консерваторію, де навчався на кафедрі хорового та оперно-симфонічного диригування у Юрія Луціва.
Протягом 1984—1992 років — головний диригент оркестру Ансамблю танцю України імені Павла Вірського; з 1992 року — головний диригент оркестру Українського народного хору імені Григорія Верьовки.